# アラン・スプロール
アラン・スプロール（英語: Allan Sproul、1896年3月9日 - 1978年4月9日）は、アメリカ合衆国の銀行家。1941年から1956年までニューヨーク連邦準備銀行総裁を務めた。

## 生涯
1896年3月9日、カリフォルニア州サンフランシスコに生まれる。カリフォルニア大学バークレー校を卒業し、ニューヨーク大学からも法学の博士号を取得。
1920年、調査・分析部門のトップとしてサンフランシスコ連邦準備銀行の行員となり、1930年、ニューヨーク連邦準備銀行で副総裁補 (assistant deputy governor and secretary)となる。6年後、新設された第一副総裁の役職についた。
米国史における有数の銀行家として通貨問題の解決に業績を残した。1942年、ニューヨーク連邦準備銀行が連邦公開市場委員会の構成銀行となると、同委員会の副委員長に指名された。
1956年、ニューヨーク連邦準備銀行を退職しカリフォルニアに戻ると、ウェルズ・ファーゴ銀行の頭取となる。1969年には同銀行親会社の取締役となった他、カイザー・アルミナム&ケミカル社  (Kaiser Aluminum and Chemical Corporation) の取締役も務めた。
1978年4月9日、カリフォルニア州の自宅で心臓発作のため死去した。